# Aptenia
Aptenia är ett släkte med blommande växter i familjen Isörtsväxter.